# Ingebjørg Guttormsdatter
Ingebjørg Guttormsdatter var en norsk drottning, gift med kung Öystein Magnusson, som var kung från 1103 till 23 augusti 1123. Hon är en av endast två norska drottningar under tiden 1000-1200 som inte var utländska prinsessor.
Ingebjørg Guttormsdatter var dotter till Guttorm Toresson från Lillehammer och Isrid Gudbrandsdatter. Hennes farfarsmor var moster till kung Olaf II och Harald Hårdråde, vilket gjorde Ingebjørg till besläktad med Öystein, som hon gifte sig med. Giftermålet ägde rum vid okänd tidpunkt. Paret fick ett barn; dottern Maria Øysteinsdatter (María Eysteinsdóttir), vars son Olav Ugjæva försökte bli kung 1166.  
Hennes make blev kung 1103. Hon blev därmed vid sidan av Ragna Nikolasdatter och Estrid Bjørnsdotter en av få norska drottningar under 1000- och 1100-talen som inte var utländska prinsessor. Ingebjørg nämns bara fragmentariskt och är inte känt till mycket mer än sitt namn. Det har spekulerats att hon spelade en roll i makens grundande av kyrkor och kloster. Maken dog 1123; det är inte känt om hon överlevde maken.